# Gobiiformes
|  |

Gobiiformes je red riba iz razreda zrakoperki u koji je uključeno više porodica: Butidae, Eleotridae, Gobiidae, Kraemeriidae, Microdesmidae, Milyeringidae, Odontobutidae, Oxudercidae, Rhyacichthyidae, Schindleriidae, Thalasseleotrididae, Trichonotidae i Xenisthmidae

## Vanjske poveznice
|  | Zajednički poslužitelj ima još gradiva o temi Gobiiformes |
|  | Wikivrste imaju podatke o taksonu Gobiiformes             |